# Lord-lieutenant de Down

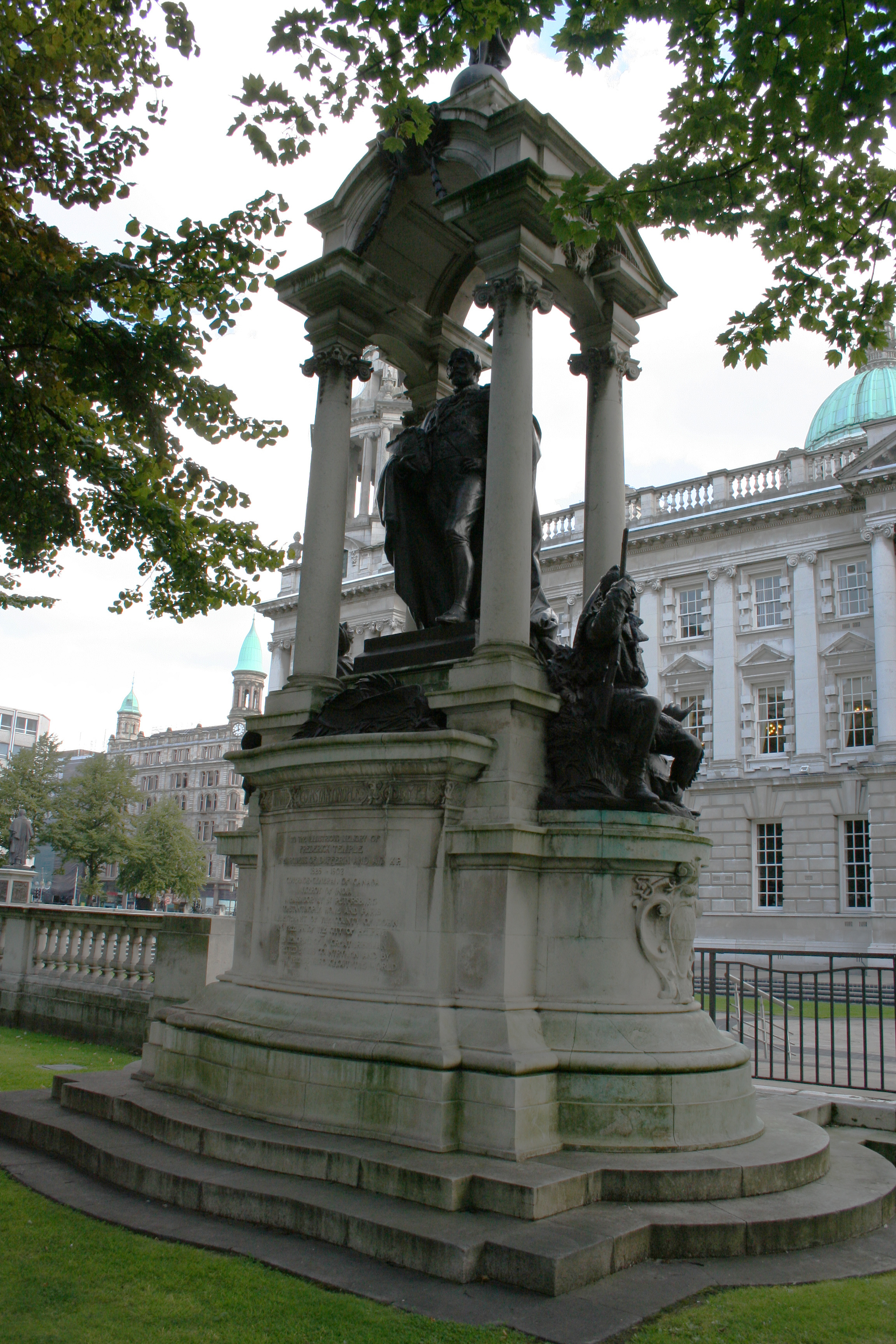
Monument de Lord Dufferin, gouverneur général du Canada et gouverneur général des Indes, in the grounds of hôtel de ville de Belfast, à Belfast, en Irlande du Nord

Ceci est une liste de personnes qui ont servi comme lord-lieutenant de Down. L'office a été créé le 23 août 1831.
- Arthur Hill, 3e marquis de Downshire : 7 octobre 1831 – 12 avril 1845
- Frederick Stewart, 4e marquis de Londonderry: 17 mai 1845 – 1864
- Frederick Hamilton-Temple-Blackwood, 1er marquis de Dufferin et Ava) et Lord Dufferin et Clandeboye: 13 avril 1864 – 12 février 1902, comte de Dufferin et marquis de Dufferin and Ava
- 6e marquis de Londonderry: 16 avril 1902 – 8 février 1915
- Charles Vane-Tempest-Stewart, 7e marquis de Londonderry: 8 septembre 1915 – 11 février 1949
- Francis Needham, 4e comte de Kilmorey : 2 juin 1949 – 1959
- Sir Roland Nugent, 1er baronnet: 10 mars 1959 – 18 août 1962
- 6e comte de Clanwilliam : 25 septembre 1962 – 1979
- Colonel William Norman Brann O.B.E, E.R.D, D.L.: 2 octobre 1979 – 1990[1]
- William Stephen Brownlow: 17 août 1990 – 1996
- Sir William Joseph Hall: 10 octobre 1996 – 1er août 2009
- David Lindsay[2]: 25 août 2009 - Présent